# Sota Aoyama
Soya Aoyama (Shimane, 17 settembre 1979) è un attore giapponese.

## Filmografia

### Film
- Death Note - Il film - Matsuda (2006)
- Death Note - Il film - L'ultimo nome - Matsuda (2006)
- L change the WorLd - Detective Matsuda (2008)
- Sorasoi (2008)
- Hômukamingu - Kazuhiro Kamota (2010)
- Meon (2010)
- Hyakunen no tokei (2012)
- Death Note - Il film - Illumina il nuovo mondo (2016)

### Serie televisive
- Holyland - Shinichi Kaneda (2005)
- Urutoraman Makkusu - Kaito Touma (2005-2006)
- Sea of Dreams (2006)
- Natsu kumo agare (2007)
- Kaiki Daisakusen - Second File (2007)
- Perfect Blue - Maeda (2012)
- Hakuôki (2012)